# Efraim Kațir
Ephraim Katchalski-Katzir (în ebraică אפרים קציר, n. 3/16 mai 1916, Kiev, gubernia Kiev⁠(d), Imperiul Rus – d. 30 mai 2009, Rehovot, Israel) a fost un biofizician israelian, născut în Ucraina, președinte al Israelului în perioada 24 mai 1973 - 19 aprilie 1978.
Fiind un om de știință de prestigiu, Katzir a fost propus de Partidul Muncii și apoi ales de către parlament ca președinte al Israelului. A fost, între altele, membru al Academiei Naționale de Științe a S.U.A, al Societății Regale din Londra și membru de onoare al Academiei Române (din 1991).

## Copilăria și studiile
Efraim Katzir s-a născut ca Efraim Kaczalski (ulterior în ortografie engleză Katchalski) la 16 mai 1916 la Kiev unde familia sa, originară din Łódź, Polonia, ajunsese în împrejurările primului război mondial. În anul 1920 a revenit împreună cu ai săi în Polonia, iar după 5 ani, în 1925, a emigrat în Palestina (Eretz Israel), aflată atunci sub mandat britanic din partea Ligii Națiunilor.
Din copilărie, a aderat la organizația de tineret a partidului social-democrat MAPAI, „Habaharut hasotzialistit” („Tineretul socialist”). Apoi a fost instructor în organizația social-democrată de tineret „Hanoar haoved” („Tineretul muncitor”).
După ce a învățat mai întâi la gimnaziul „Herzliya” din Tel Aviv, în anul 1933 a absolvit prestigiosul gimnaziu ebraic din cartierul Rehavia din Ierusalim. În continuare, între anii 1933-1938 a studiat botanica, zoologia și bacteriologia la Universitatea ebraică, luând titlul de master în științe. Apoi a urmat cursuri de chimie, fizică și matematică. Titlul de doctor în științe l-a obținut în domeniul chimiei în anul 1941, cu o cercetare asupra măsurării proprietăților proteinelor și a polimerilor sintetici ai aminoacizilor sub îndrumarea lui Max Frankel. În continuare s-a perfecționat la Institutul Politehnic din Brooklyn, la universitățile Columbia și Harvard.

## Activitatea științifică și militară
La vârsta de 16 ani, Efraim Katchalski s-a înrolat în organizația principală subterană de apărare a evreilor din Palestina, Haganá. După ce, în 1939, a terminat cea dintâi promoție a cursului de ofițeri al Haganei, a fost responsabil cu latura științifică a activității secției de cercetare a acestui corp paramilitar.
După proclamarea Statului Israel, și crearea armatei israeliene în mai 1948 a devenit comandantul unităților de știință ale armatei (Heil Ha'Madá).
În anul 1949 a fost primit la Institutul de științe Weizmann din Rehovot, unde a întemeiat departamentul de biofizică pe care l-a condus până la alegerea sa ca președinte al statului în 1973.
A locuit și activat în perimetrul Institutului Weizmann până în ziua morții.
În munca sa științifică Efraim Katzir s-a concentrat asupra sintezei de poli-α-aminoacizi, cele mai simple modele macromoleculare de proteine. A sintetizat, între altele, poli-L-lizina. Studiile sale au contribuit la obținerea de progrese în elucidarea structurii tridimensionale a colagenului, a detecției α-elicelor, foițelor β plisate și a random coils (pelotelor aleatorii) din structura proteinelor.
Alături de Michael Sela a contribuit la realizarea sintezei de antigene, a producerii mai apoi de vaccinuri sintetice și medicamente, ca de pildă unele utilizate în tratamentul sclerozei multiple.
Efraim Katzir a obținut și așa numitele enzime imobilizate, care și-au găsit aplicații industriale.
Între anii 1966-1969 Efraim Kachalski a îndeplinit funcția de responsabil al departamentului de știință al Ministerului israelian al apărării.

## Al patrulea președinte al Israelului

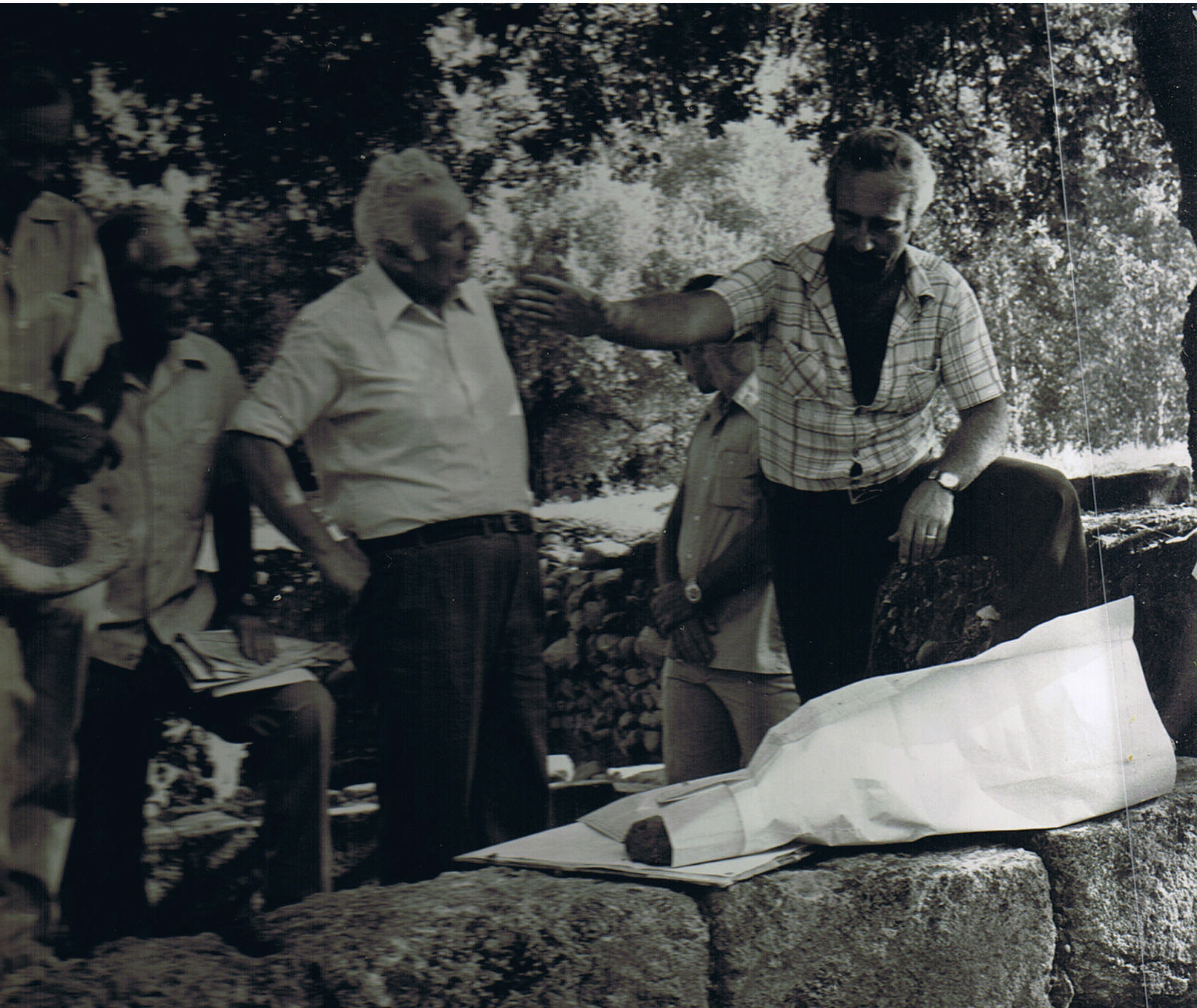
Președintele Katzir primind explicații de la arheologul Vassilios Tzaferis la situl arheologic de la Tel Dan

În anul 1973 a fost ales de Knesset ca președinte al Israelului, obținând mai multe voturi decât contracandidatul său, cercetătorul în domeniul iudaismului, prof. Efraim Urbach (1912-1991). Cu aceasta ocazie a adoptat numele de familie ebraic Katzir, folosit deja de fratele său mai mare, renumitul chimist-fizician Aharon Katzir, care cu un an înainte a murit căzând victimă atentatului terorist organizat de un agent japonez în slujba Frontului Popular de Eliberare a Palestinei pe aeroportul internațional Lod.
Exprimarea sa „Cu toții suntem de vină” în legătură cu erorile care au dus la surprinderea Israelului de către armatele arabe și la situația dificilă din prima fază a Războiului de Yom Kipur, și cu care a reacționat la mișcarea de protest publică de după război, a fost criticată de mulți, fiind interpretată ca o încercare de a minimaliza responsabilitea celor aflați atunci la cârma țării.
În timpul președinției sale, a avut loc și Operația Entebbe din anul 1976, de eliberare de către o unitate de elită a armatei a ostaticilor israelieni ce fuseseră luați cu avionul francez la al cărui bord se aflau și duși în Uganda de un grup de teroriști germani și arabi palestineni.De asemenea, perioada președinției sale a fost marcată în primăvara 1977 de alegerile care, pentru întâia dată în Israel,au fost câștigate de o coaliție de partide nesocialiste, liberale și naționaliste în frunte cu Menachem Beghin, care a devenit prim ministru.
În timpul cadenței sale au funcționat trei guverne - ultimul condus de Golda Meir, și cele dintâi conduse de Itzhak Rabin și Menachem Beghin.
Prof.Efraim Katzir a fost cel dintâi președinte al Israelului care a crescut și a învățat în Palestina din copilărie și care a servit în armata israeliană. De asemenea a fost cel dintâi președinte israelian care a primit vizita oficială a unui președinte în funcție al S.U.A, Richard Nixon.
În noiembrie 1977 președintele Efraim Katzir a primit vizita istorică a președintelui egiptean Anwar al Sadat la Ierusalim.
Katzir a inițiat decernarea anuală a premiului prezidențial israelian pentru activități de voluntariat și a condus pentru o vreme Rețeaua mondială de școli profesionale evreiești ORT.
După o singură cadență, din cauza îmbolnăvirii soției sale, profesorul Efraim Katzir nu și-a mai pus din nou candidatura la președinție. El s-a decis din anul 1978 să se întoarcă la viața științifică. Între altele a participat la înființarea unui departament de biotehnologie la Universitatea din Tel Aviv.
A contribuit, între altele, la cooperarea dintre oamenii de știință israelieni și japonezi într-o perioadă în care relațiile cu Japonia erau influențate de boicotul arab împotriva Israelului.
Efraim Katzir a decedat în locuința sa din Rehovot la data de 30 mai 2009. După dorința sa, nu a fost înmormântat la memorialul conducătorilor Israelului de pe Muntele Herzl din Ierusalim, ci la cimitirul din Rehovot, alături de soția sa.
(Nina Katzir, născută Gottlieb, de meserie profesoară de limba engleză, a decedat în 1986). Perechea a avut trei copii. Unul din ei, fiica sa Nurit, a murit într-un accident în anul 1965. Altă fiică, Irit, a murit în anul 1995.

## Premii, onoruri și distincții
- 1950 - Premiul Weizmann pentru stiință din partea primăriei orașului Tel Aviv
- 1959 - Premiul Israel (premiul de stat al Israelului), împreună cu Michael Sela, în domeniul științelor biologice.
- 1960 - Membru al Academiei Naționale de Știinte a Israelului
- 1961 - Premiul Rothschild
- 1966 - Membru străin al Academiei Nationale de științe și arte a S.U.A. (primul israelian ales în acest for)
- 1977 - Membru străin al Societății regale din Londra
- 1985 - Premiul Japoniei, pentru cercetările în domeniul

enzimelor imobilizate
- 1991 - Membru străin de onoare al Academiei Române

## In Memoriam
- aprilie 2011 - Poșta israeliană a emis o marcă poștală cu efigia lui Efraim Katzir